# Aladdin's Royal Caravan
Pour les articles homonymes, voir Aladin.
Aladdin's Royal Caravan ou La Parade d'Aladdin est une parade de jour inspirée du film Aladdin et présentée dans les parcs Disneyland, Disney-MGM Studios et Parc Disneyland entre 1992 et 1995.

## La parade
La parade se base sur le défilé organisé dans le film par le Génie pour marquer l'arrivée d'Aladdin dans la ville d'Agrabah. Le spectacle commençait par l'arrivée d'Aladdin en fanfare, suivi par un char de chameaux dorés aux têtes amovibles. Elle comprenait aussi un char pour Jafar en forme de serpent géant, un énorme Génie et pour le finale, Aladdin et Jasmine sur le Tapis Volant.

## Disney-MGM Studios
- Première représentation : 21 décembre 1992[1]
- Dernière représentation : 27 août 1995[1]
- Durée de la parade : environ 20 minutes
- Nombre de chars : ?
- Trajet : sur la route de la parade

## Disneyland
- Première représentation : 2 avril 1993[1]
- Dernière représentation :  juin 1994[1]
- Durée de la parade : environ 20 minutes
- Nombre de chars : ?
- Trajet : sur la route de la parade
- Attraction suivante : The Lion King Celebration

## Parc Disneyland
La parade a été brièvement présentée en 1993 sous le nom La Parade d'Aladdin, à la place de Disney Classics Parade qui comprenait malgré tout quelques chars de cette parade.
- Première représentation : 1993